# Rudolf Rausch
Rudolf Rausch (* 11. April 1906 in Meiningen; † 17. Januar 1984) war ein deutscher Jugendfunktionär (SAJ/Rote Falken), Widerstandskämpfer gegen den Nationalsozialismus und Chef der Thüringer Landespolizei.

## Leben
Rausch entstammte einer Arbeiterfamilie. Sein Vater war Maschinenschlosser. Nach dem Besuch der Volksschule erlernte er den Beruf des Schriftsetzers. 1920 trat er in die Sozialistische Arbeiterjugend (SAJ) und in den Allgemeinen Deutschen Gewerkschaftsbund (ADGB) ein. Von 1923 bis 1925 begab er sich auf die „Walz“. 1926 trat er in die Sozialdemokratische Partei Deutschlands (SPD) ein, wurde Mitglied im Freidenkerverband und bei den Roten Falken. Er wurde der Leiter des SAJ-Unterbezirks Meiningen und Landesvorsitzender der Thüringer Falken. 1933 trat er aus der SPD aus und betätigte sich im Internationalen Sozialistischen Kampfbund (ISK). Rausch war mit Hulda Rausch geb. Schlorke († 1988) verheiratet.
Nach der Machtergreifung der NSDAP wurde er 1937 verhaftet und in Berlin Ende Mai 1939 wegen „Vorbereitung zum Hochverrat“ zu drei Jahren und drei Monaten Zuchthaus verurteilt. Seine Entlassung aus dem Zuchthaus Untermaßfeld erfolgte im März 1941. Nach der Entlassung arbeitete er wieder in seinem Beruf bei einem Buchdrucker und wurde danach durch die Gestapo überwacht.  Wegen „Wehrunwürdigkeit“ wurde er nicht zur Wehrmacht eingezogen.
Als die NS-Herrschaft beseitigt war, trat Rausch im Juli 1945 in die Kommunistische Partei Deutschlands (KPD) ein. Er wurde bei der Landespolizei eingestellt, wurde Gebietsinspektor für Thüringen-Süd und -West. Bald darauf wurde er Stellvertreter von Polizeichef Reschke und nach dessen Abberufung im Oktober 1946 als VP-Inspekteur Chef der Thüringer Landespolizei. Im August 1948 wurde er jedoch wieder seines Amtes enthoben, weil bei ihm die geforderte absolute Parteidisziplin vermisst wurde. Knapp einem Parteiausschlussverfahren entgangen, wurde Rausch 1949 Abteilungsleiter im Arbeitsministerium. Er war dann als 1. Bezirkssekretär der Vereinigung der gegenseitigen Bauernhilfe (VdgB) im Bezirk Suhl tätig.
Mit Bildung des Bezirkes Suhl 1952 wurde er Mitglied der SED-Bezirksleitung, arbeitete von 1953 bis 1967 als 1. Sekretär der Kreisleitung Hildburghausen der SED. Seit 1974 war er Vorsitzender des Bezirkskomitees Suhl der Antifaschistischen Widerstandskämpfer.

## Auszeichnungen
- 1958 Vaterländischer Verdienstorden in Bronze,[3] 1966 in Silber und 1971 in Gold
- 1976 Karl-Marx-Orden